# Transpoziție pinacolică
Transpoziția pinacolică este o reacție de transpoziție utilizată în chimia organică, în urma căreia are loc transformarea unui 1,2-diol (denumit pinacol) într-un compus carbonilic (denumit pinacolonă). Este o reacție de transpoziție 1,2 care se realizează în mediu acid. Reacția a fost descrisă pentru prima dată de către Wilhelm Rudolph Fittig în anul 1860.